# Ophiomyia tranquilla
Ophiomyia tranquilla este o specie de muște din genul Ophiomyia, familia Agromyzidae, descrisă de Pakalniskis în anul 1998. Conform Catalogue of Life specia Ophiomyia tranquilla nu are subspecii cunoscute.